# Гідравлічна система у Шуштарі
Історична гідравлічна система у Шуштарі (перс. سازه‌های آبی شوشتر) — острівне місто Сасанідської епохи зі складною системою зрошення. Знаходиться в Ірані у остані Хузестан. Він був включений ЮНЕСКО в список Світової спадщини в 2009 році і став 10-м об'єктом культурної спадщини Ірану, внесеним у цей список ООН.

## Опис
Інфраструктура Шуштара включала водяні млини, греблі, тунелі і канали. Водозлив ГарГар був побудований на водяних млинах і водоспадах. Канал Болайті розташований на східній стороні водяних млинів і водоспадів і виконує функцію постачання води від позаду моста ГарГар на східну сторону водяних млинів і спрямування води з річки, щоб не допустити пошкодження водяних млинів. Тунель Даханеє шахр є одним з трьох основних тунелів, який доставляли воду зі сховища вище водозливу Гаргар на водяні млини. Канал Сех корех направляє воду зі сховища вище водозливу Гаргар на західну сторону. Водяні млини й водоспади формують ідеальну модель приборкання води для роботи млинів.
Банд-є-Кайсар («Дамба цезаря»), давньоримський водозлив довжиною 500 м через Карун, була ключовою спорудою комплексу, яка разом з Банд-і-Мізан, утримувала і перерозподіляла річкову воду в зрошувальні канали території. Побудована римлянами в 3-му столітті нашої ери за наказом Сасанідів, дамба була найбільш східним давньоримським мостом і римською греблею і першою спорудою в Ірані, яка поєднала міст з греблею.
Частини зрошувальної системи, як кажуть, мають витоки за часів Дарія Великого, Ахменідського царя Ірану. Частково вона складається з пари основних обхідних до річки Карун, один з яких все ще знаходиться у використанні сьогодні. Він постачає воду у місто Шуштар через тунелі. Територія включає фортецю Селастель, яка є віссю для роботи гідравлічної системи. Вона також складається з вежі для вимірювання рівня води, мостів, гребель, млинів, басейнів та фонтанів.
Система виходить на рівнину на південь від міста, де її вплив включає в себе надання сприяння у землеробстві на території під назвою Міанаб (Mianâb) і посадці садів. Власне вся територія між двох обхідних (Шутают і Гаргар) на річці Карун називається Міанаб (Mianâb) та є островом з містом Шуштар на його північній частині.
Гідравлічна система була названа ЮНЕСКО «шедевром творчого генія».

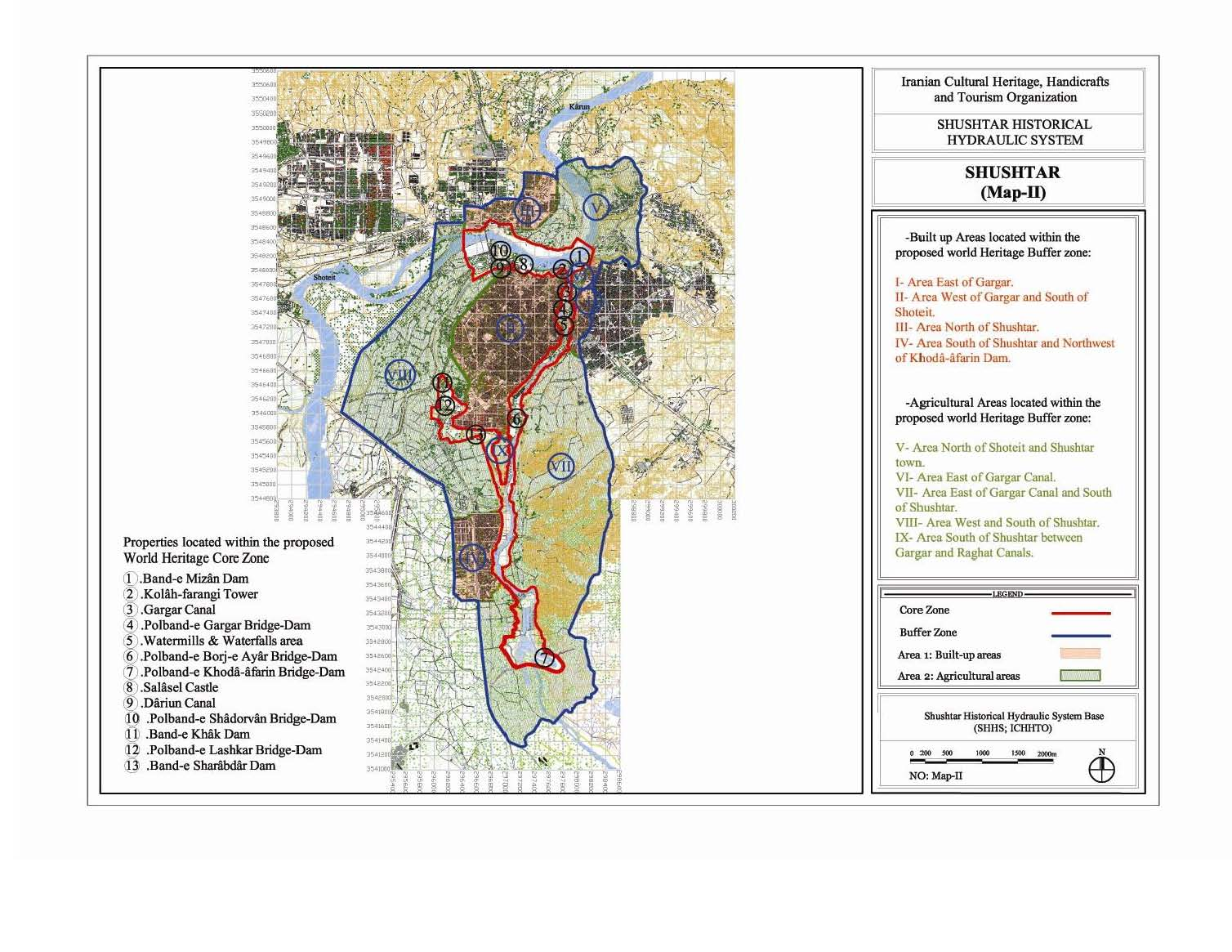
ShushtarMAP

## Галерея

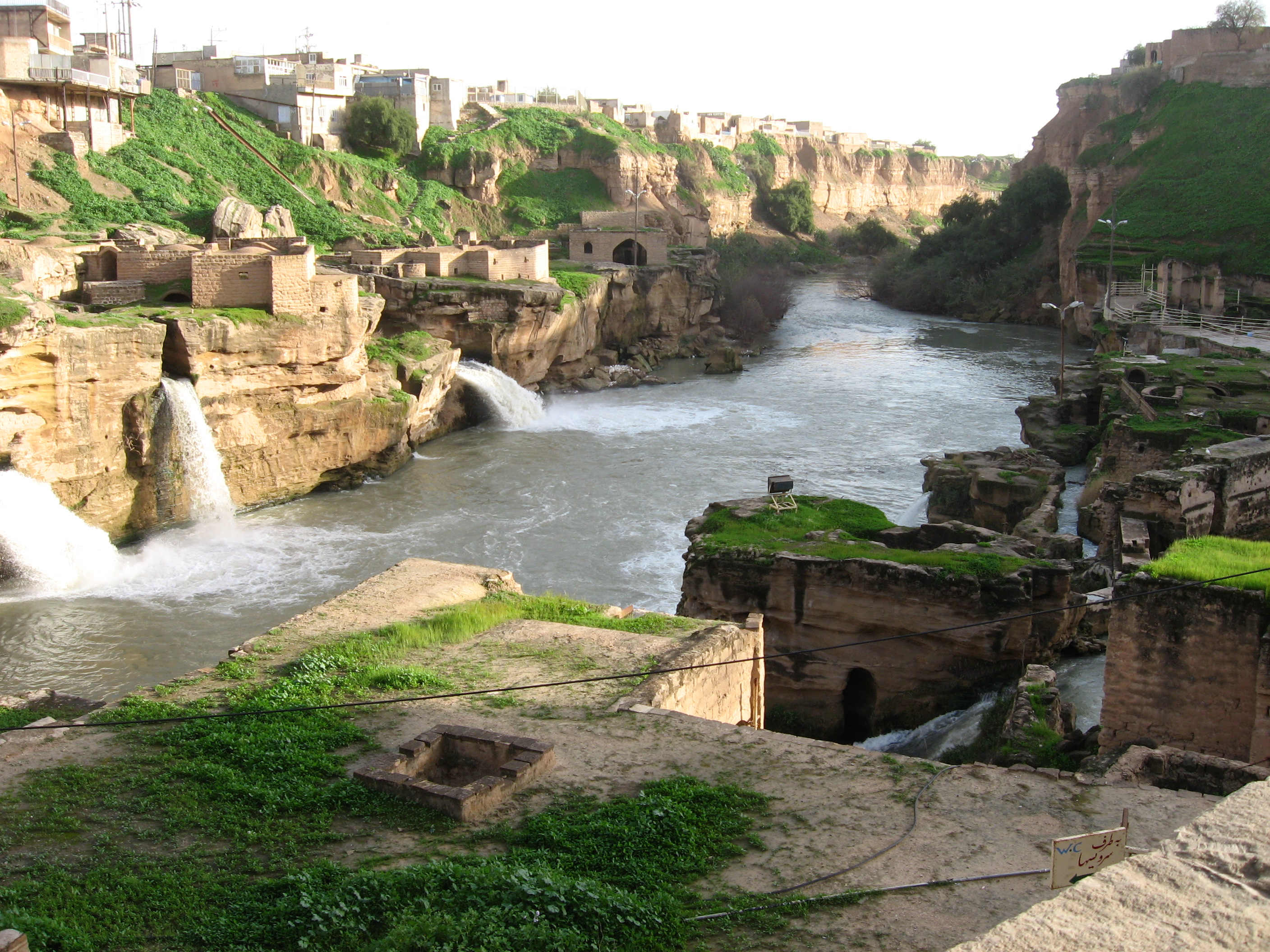
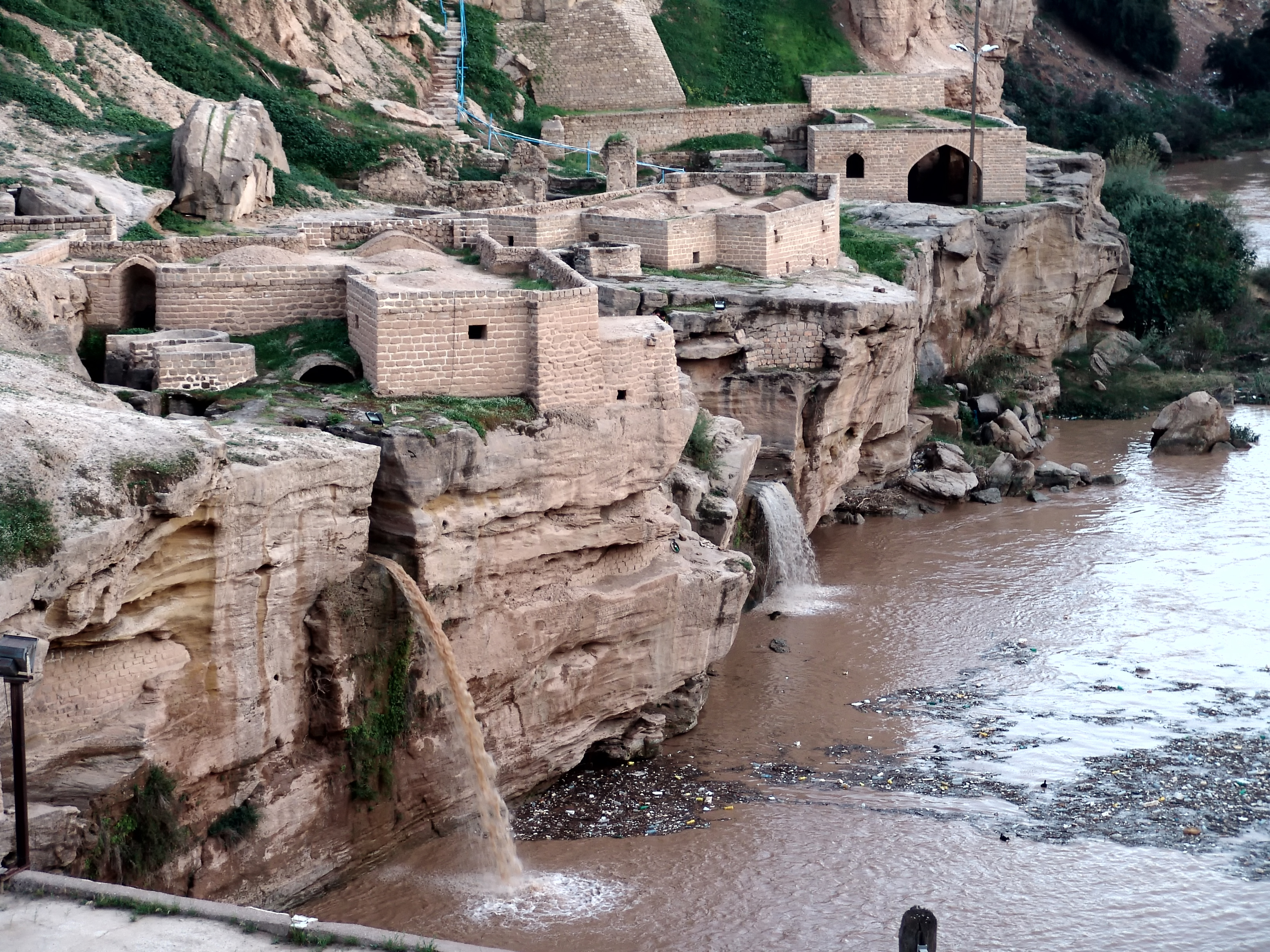
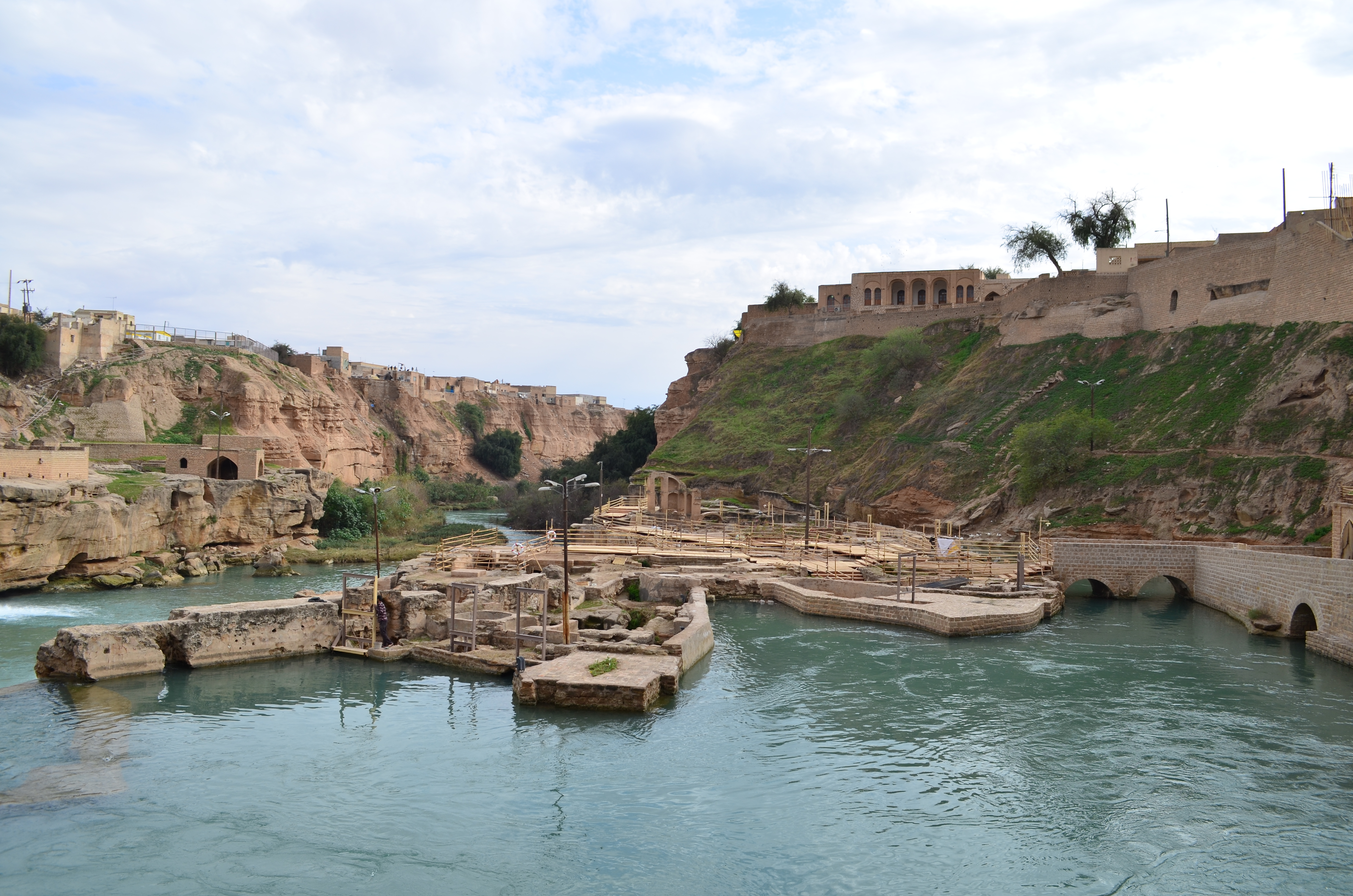
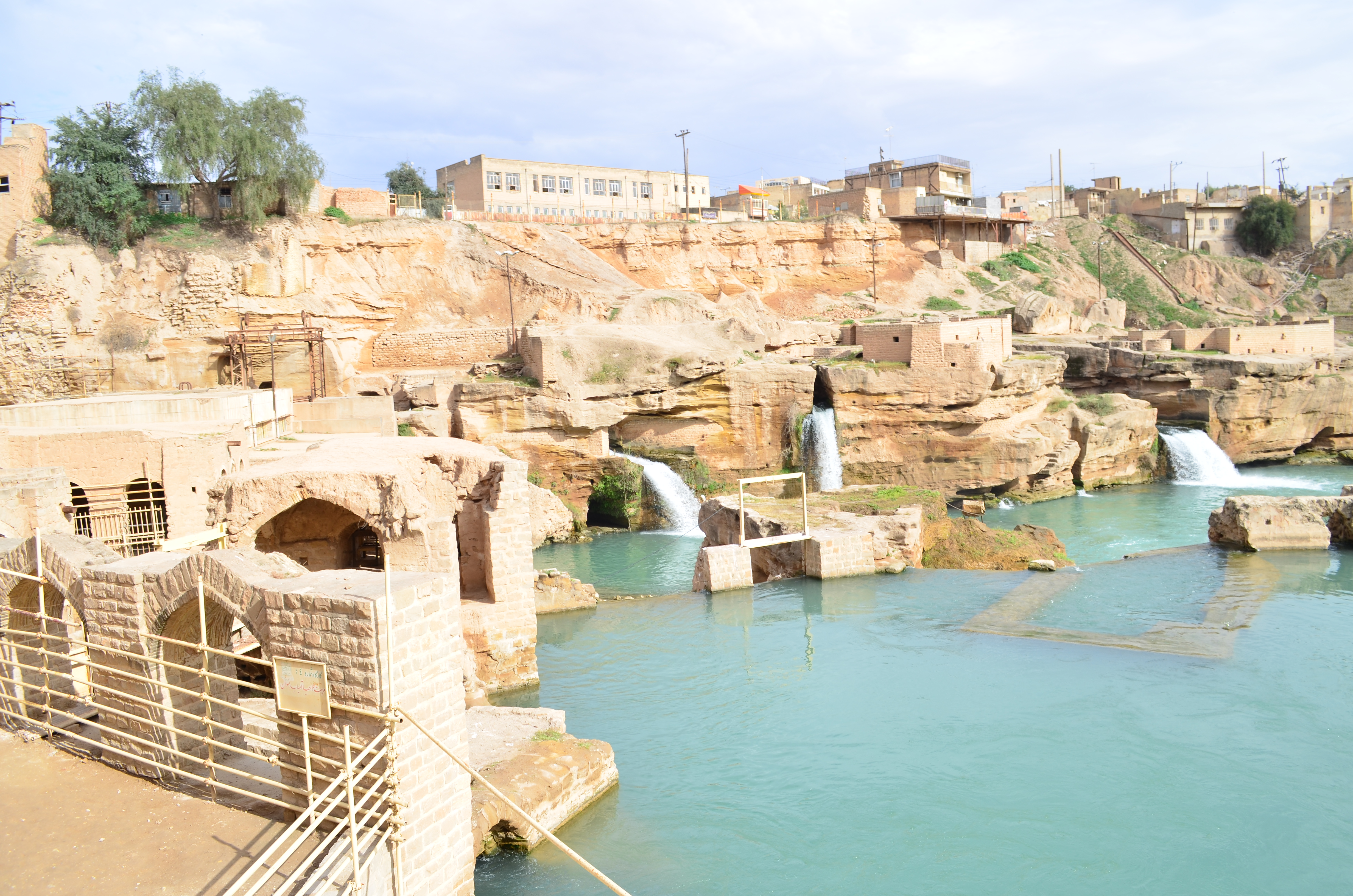
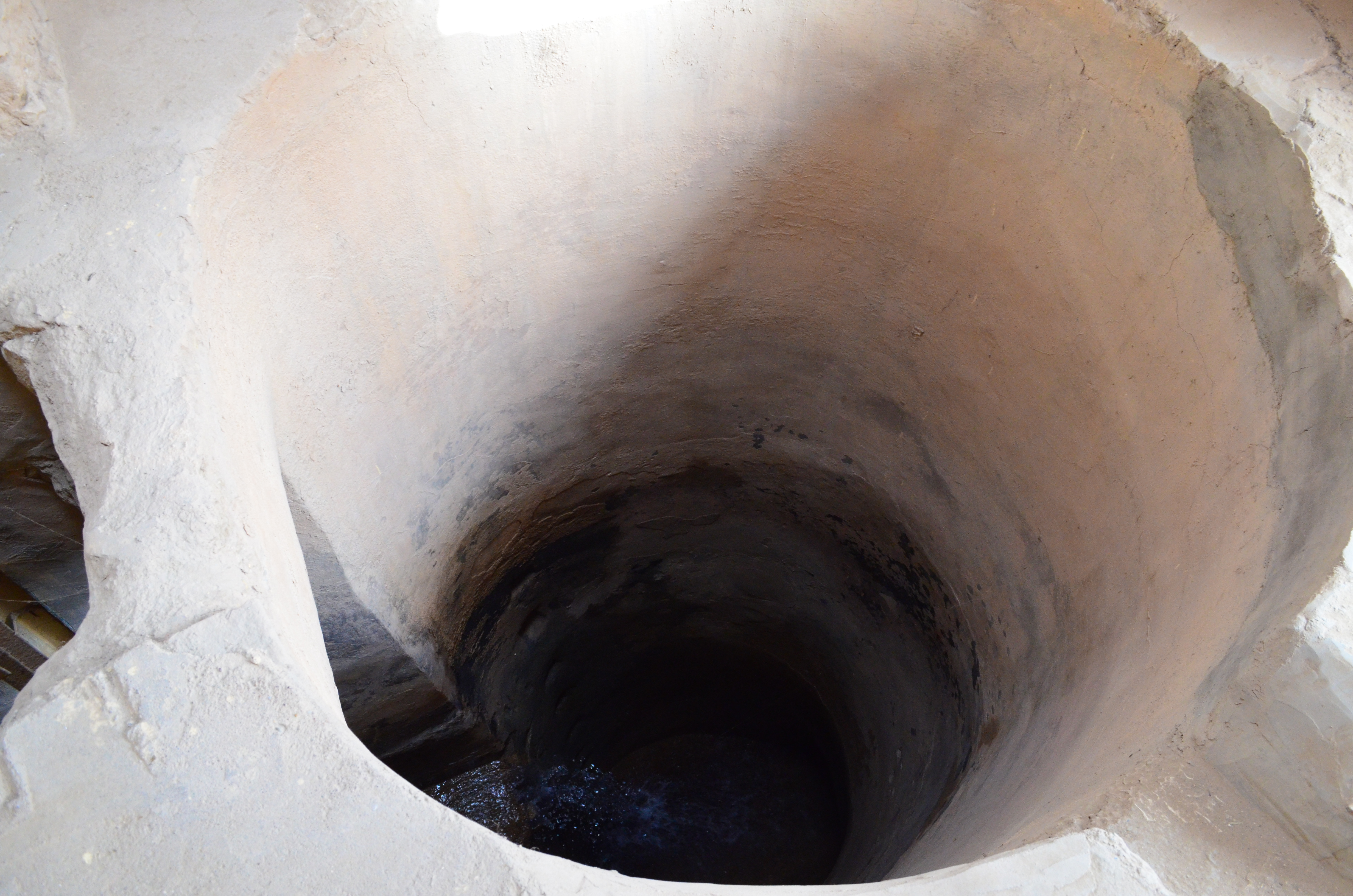
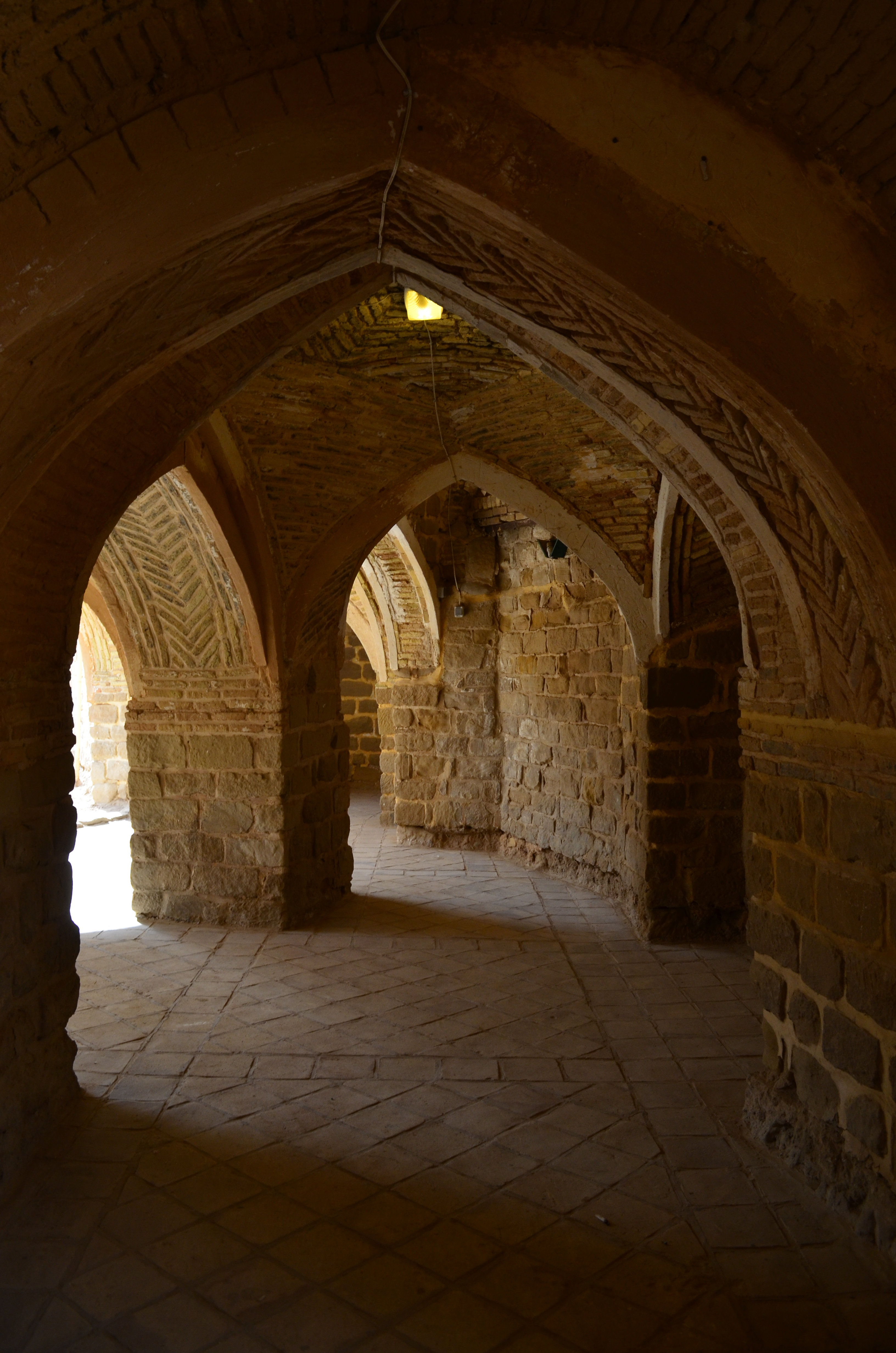
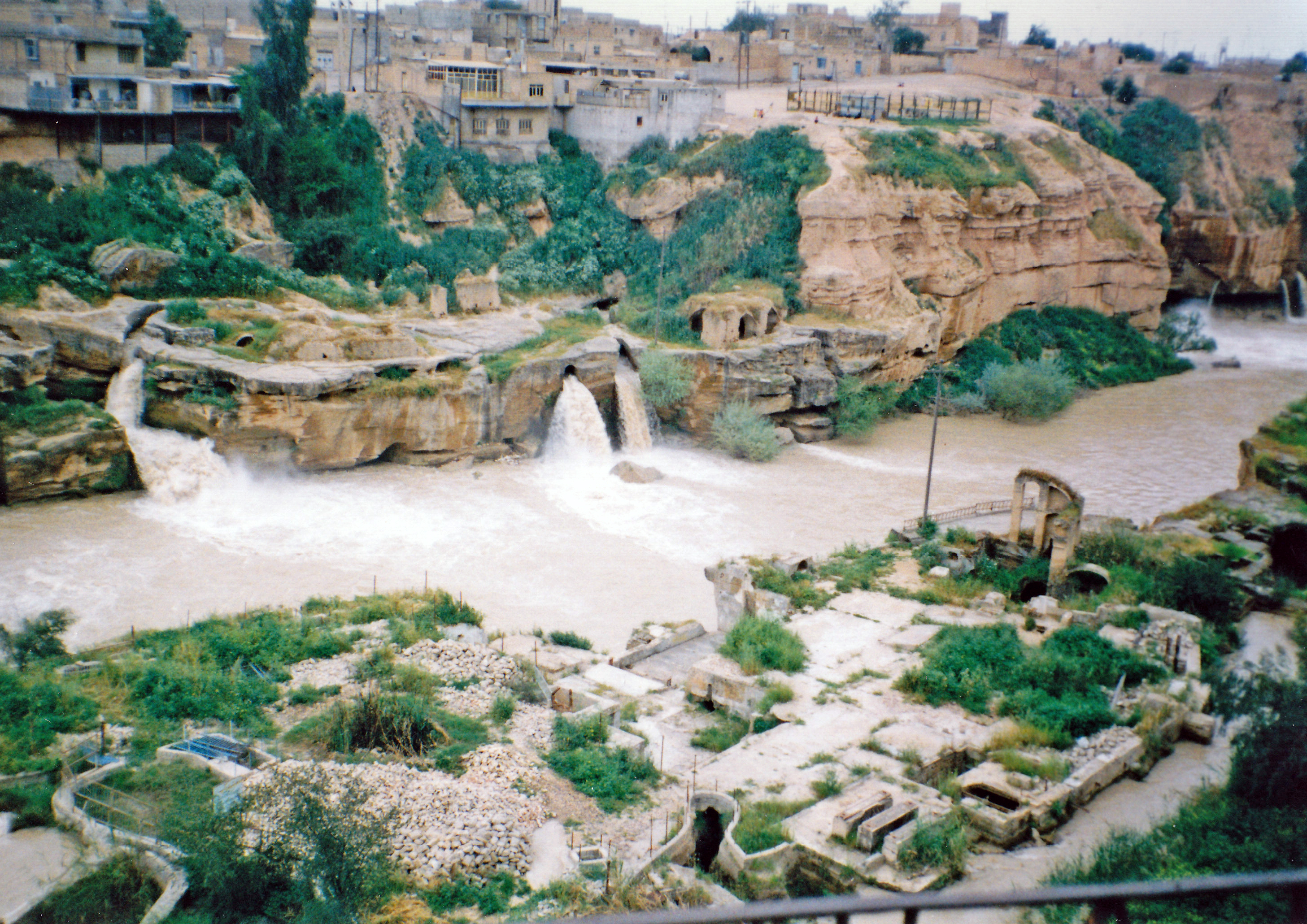
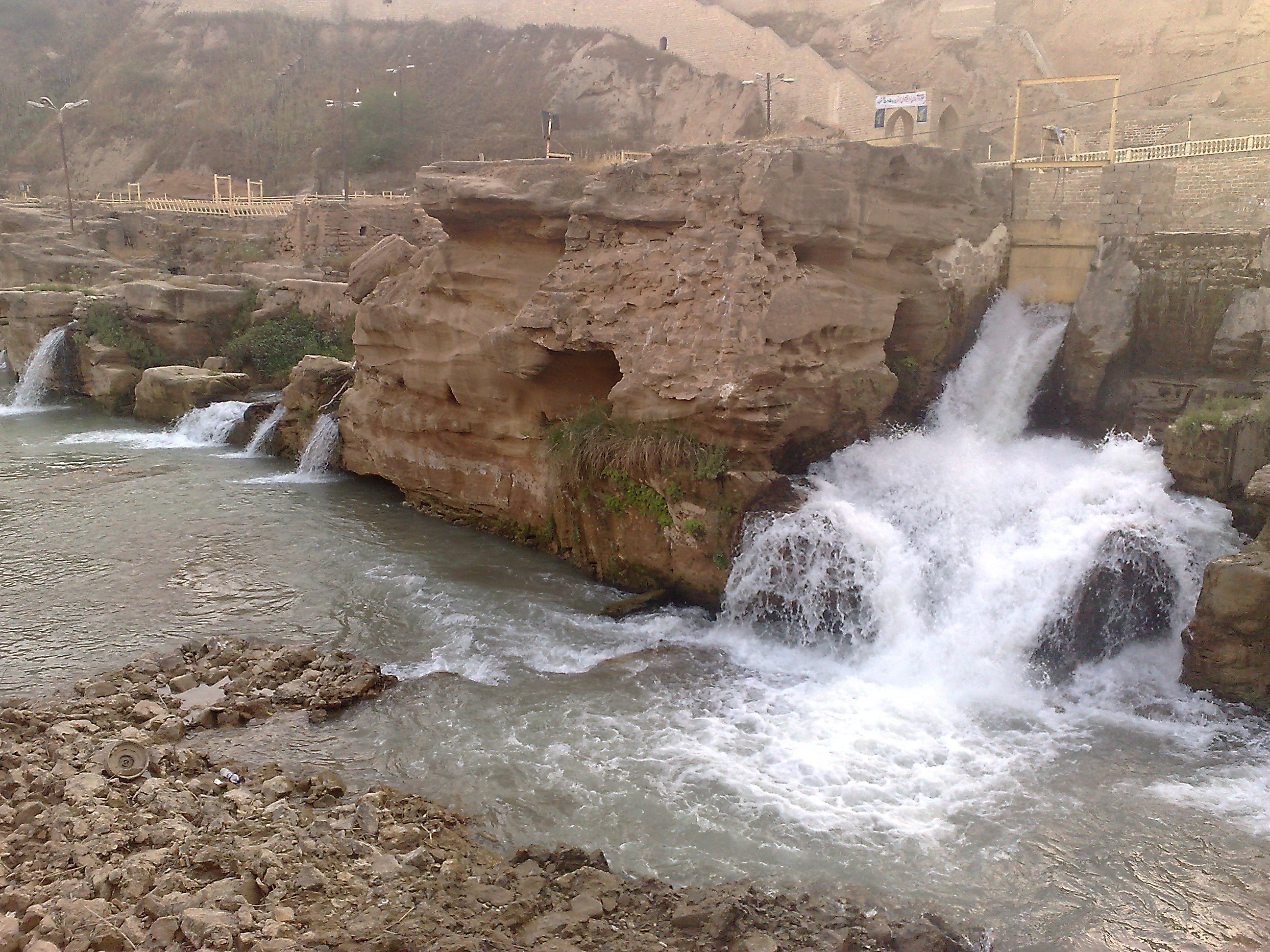
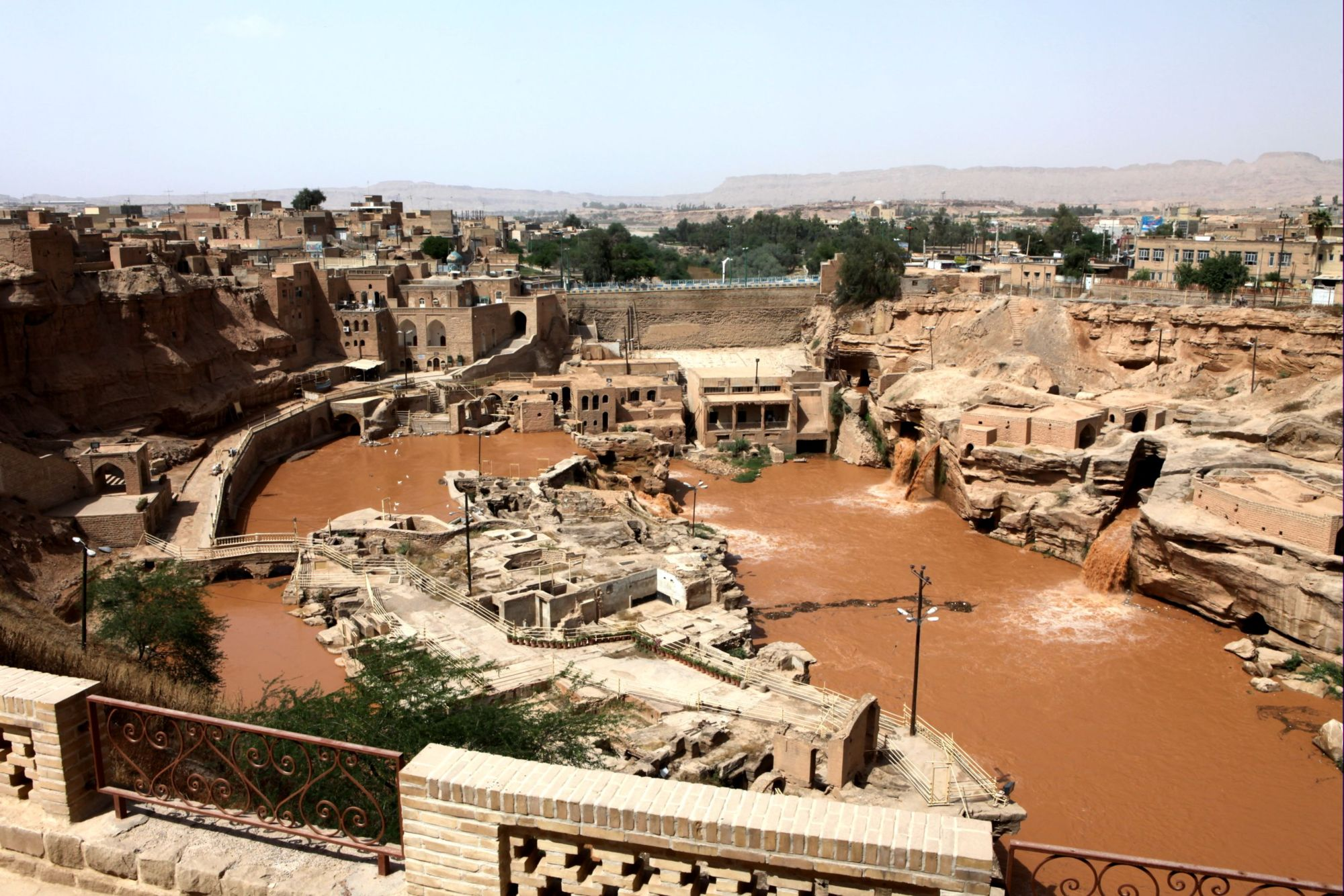